# Мадонна делла Виттория
«Мадонна делла Виттория» — картина итальянского художника эпохи Возрождения Андреа Мантеньи, написанная в 1496 году. Картина стала одним из многих трофеев Наполеона в Италии, с 1798 года хранится в Лувре.

## История
6 июля 1495 года французская армия Карла VIII, отступая из Италии после вторжения 1494—1498 годов под давлением союзных войск Италийской лиги, приняла сражение при Форново. Войска Лиги под командованием Франческо II Гонзага, маркиза Мантуанского, состояли из отрядов множества итальянских государств того времени, решивших не допустить французского господства в Италии, и их союзников, в том числе — Священной Римской империи, Испании, Венеции, Милана и армии папы Александра VI. Несмотря на то, что Лига не смогла достичь своей цели по уничтожению французской армии и позволила Карлу VIII отступить во Францию с армией, а также понесённые большие людские потери, считается, что Франческо одержал победу. В знак своей самопровозглашённой победы он поручил Мантенье написать «Мадонну делла Виттория».

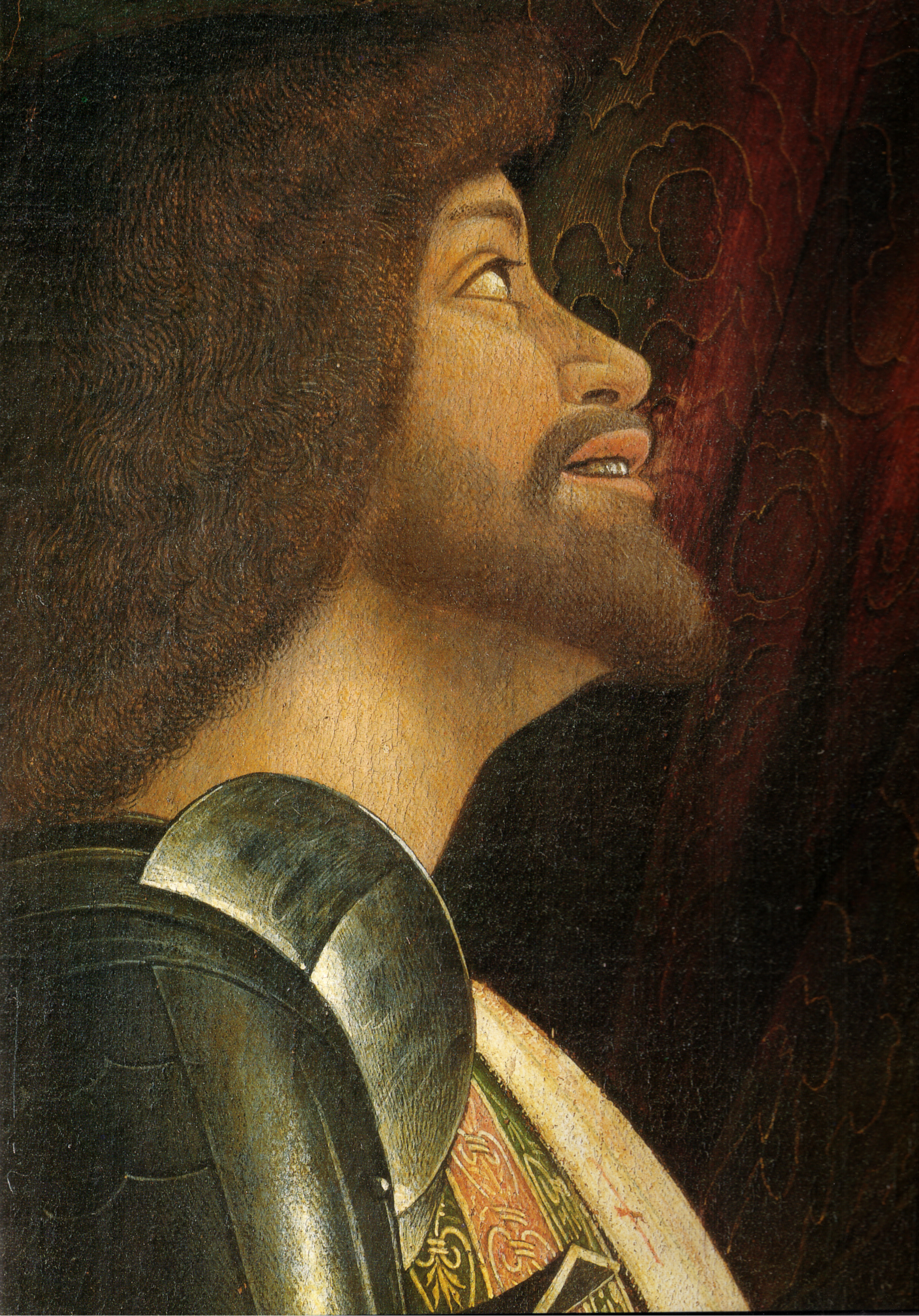
Деталь Франческо Гонзага

Франческо приказал еврейскому банкиру Даниэле да Норса профинансировать строительство часовни и написание религиозной картины. Ранее дом банкира в Мантуе был разрушен толпой, за то, что он заменил изображение Мадонны на нём своим гербом. Заказ был передан мантуанскому придворному художнику Мантенья и завершён в 1496 году, к годовщине победы при Форново.
Картина была одним из многих произведений искусства, реквизированных французами во время вторжения Наполеона в Италию, и с 1798 года выставлялась в Лувре. Картина так и не была возвращена в Италию; оправданием служило то, что её большой размер затруднял транспортировку.

## Описание
На алтарной картине изображён Франческо Гонзага, воздающий почести Деве Марии, сидящей на высоком троне, украшенном мраморными инкрустациями и барельефами. Основание трона с львиными лапами имеет в медальоне надпись «REGINA/CELI LET./ALLELVIA».(Царица Небесная, радуйся, Аллилуйя); она стоит на круглом основании с барельефом «Первородного греха» и другими историями из Книги Бытия, которые частично скрыты молящимися фигурами. На спинке трона изображен большой солнечный диск, украшенный плетением и жемчужинами.
Взгляд Младенца Иисуса, держащего два красных цветка (символы Страстей Христовых), и Девы Марии направлены на Франческо Гонзагу, который стоит на коленях и с благодарностью и улыбкой принимает их благословение. Защиту, оказанную Гонзаге во время битвы, также символизирует мантия Марии, которая частично покрывает его голову. Напротив донатора изображен Святой Иоанн Креститель с крестом и его мать, святая Елизавета, защитница Изабеллы д’Эсте, жены Франческо Гонзага.
По бокам изображены две пары стоящих святых: на переднем плане — архангел Михаил с мечом и святой Лонгин со сломанным копьем, облаченные в богато украшенные доспехи; за ними — святой Андрей, покровитель Мантуи, с длинной посохом с крестом и святой Георгий, еще один святой воин, со шлемом и длинным красным копьем.
Действие происходит в апсиде, образованной перголой из листьев, цветов и фруктов, с несколькими птицами; каркас перголы имеет наверху раковину (атрибут Девы Марии как новой Венеры), с которой свисают нити коралловых жемчужин и горного хрусталя, а также большой кусок красного коралла, еще один намек на Страсти Иисусовы.

## Комментарии
1. ↑  Результаты сражения, как свою победу, провозгласили командующие обеими противостоящими армиями[3]